# Heteroclinus kuiteri
Heteroclinus kuiteri är en fiskart som beskrevs av Douglass Fielding Hoese och Rennis 2006. Heteroclinus kuiteri ingår i släktet Heteroclinus och familjen Clinidae. Inga underarter finns listade i Catalogue of Life.